# Rudolf Bauer (konstnär)
Alexander Georg Rudolf Bauer, född 11 februari 1889 i Lindenwald, död 28 november 1953, var en tyskfödd expressionistisk konstnär. Han var verksam i avantgarde-sällskapet Der Sturm i Berlin. Hans konst blev central för konstsamlaren Solomon R. Guggenheim. 

## Biografi
I juli 1937 beslagtog de nazistiska myndigheterna verk av Rudolf Bauer på tyska museer. På den avsiktligt nedsättande konstutställningen Entartete Kunst i München samma månad visades Bantama, tre abstrakt komponerade litografier av honom ur grafikmappen Neue europäische Graphik: Deutsche Künstler, utgiven av Bauhaus i Weimar 1921. (Exemplar av dessa litografier finns sedan 1957 på Angermuseum i Erfurt.) På en liknande utställning 1941 i Halle visades ett linoleumsnitt i färg, som därefter noterades som "utplånat" av arrangörerna.